# Paweł Parniak
Paweł Parniak (né le 27 février 1890 à Nowosiółka Biskupia alors en Autriche-Hongrie - mort le 27 mars 2006 à Wolibórz Voïvodie de Basse-Silésie) est un supercentenaire et vétéran polonais
de la Première Guerre mondiale.

## Biographie
Il participe à la Première Guerre mondiale dans les rangs de forces armées austro-hongroises, en 1919 il rejoint l'Armée Polonaise où il est promu caporal-chef. Dans les années 1926 - 1932 il travaille au Canada. Après son retour en Pologne il achète une ferme. En 1945 après l'annexion soviétique des Kresy, il s'installe en Basse-Silésie.
Paweł Parniak est mort à le 27 mars 2006 à Wolibórz à l'âge de 116 ans.